# Joan-Enric Vives i Sicília
Joan-Enric Vives i Sicília (Barcelona, 24 de juliol de 1949) és un religiós català que va ser bisbe d'Urgell i copríncep d'Andorra des del 2003 i d'arquebisbe d'Urgell ad personam (a títol personal) des del 2010. El maig de 2025 fou substituït en el càrrec per Josep-Lluís Serrano Pentinat.

## Biografia
Vives fou el tercer fill de Francesc Vives Pons i Cornèlia Sicília Ibáñez, petits comerciants de Barcelona. Després del batxillerat cursat a l'Escola Pere Vila i a l'Institut Jaume Balmes de Barcelona, entrà al Seminari de Barcelona el 1965 on estudià Humanitats, Filosofia i Teologia, al Seminari Conciliar de Barcelona i a la Facultat de Teologia de Barcelona (secció Sant Pacià). Llicenciat en Teologia per la Facultat de Teologia de Barcelona el 1976 i en Filosofia i Ciències de l'Educació –secció Filosofia– a la Universitat de Barcelona el 1982, féu els cursos de doctorat en Filosofia a la Universitat de Barcelona (1990-1993).
Fou ordenat prevere a la seva parròquia natal, Santa Maria del Taulat de Barcelona, el 24 de setembre de 1974, i fou incardinat a l'arxidiòcesi de Barcelona. Fou nomenat bisbe titular de Nona i auxiliar de Barcelona el 9 de juny de 1993. Fou consagrat bisbe a la Catedral de Barcelona el 5 de setembre del mateix any. Entre 1991 i 1997 fou rector del Seminari Conciliar de Barcelona.
Fou nomenat bisbe coadjutor d'Urgell el 25 de juny del 2001. Dos anys més tard, el 12 de maig del 2003, amb la renúncia per edat de l'arquebisbe Joan Martí i Alanís, Vives fou nomenat bisbe d'Urgell; el 10 de juliol dugué a terme el jurament constitucional com a nou copríncep d'Andorra a la Casa de la Vall d'Andorra la Vella. El 19 de març de 2010, el papa Benet XVI va concedir-li el títol i la dignitat d'arquebisbe ad personam.

### Càrrecs eclesials
- Membre fundador i consiliari del Moviment de Joves Cristians en ambients populars JOBAC (1975-1987)
- Formador (1987-1991) i després Rector del Seminari Conciliar de Barcelona (1991-1997)
- Secretari del Consell Presbiteral de l'Arxidiòcesi de Barcelona (1978-1989) i Membre i Secretari del seu Col·legi de Consultors (1985-1995)
- Secretari del Consell Episcopal de Barcelona (1988-1990) i del Consell Assessor del Cardenal Narcís Jubany (1987-1990).
- Delegat episcopal a Justícia i Pau de Barcelona (1978-1993)
- Rector del Seminari Conciliar de Barcelona (1991-1997)[3]

### Activitat docent
- Professor d'Història de la Filosofia a la Facultat de Teologia de Catalunya (1983-1993) i a la Facultat Eclesiàstica de Filosofia de la Universitat Ramon Llull (1988-1993)
- Vicedegà de la Facultat de Filosofia de la Universitat Ramon Llull (1989-1993) i membre del Patronat de la Fundació privada per a la Universitat Ramon Llull (1991-1994)[3]

## Distincions honorífiques
En tant que copríncep d'Andorra i cap de l'Estat, Vives ha rebut diversos honors i distincions.
- Cavaller de la Creu dels Set Braços, Principat d'Andorra (2024)[6]
- Gran Creu de l'Orde de Crist, concedida pel president de la República Portuguesa (2010)
- Gran Creu de l'Orde del Sant Sepulcre de Jerusalem
- Gran Collar de l'Orde de l'Infant Dom Henrique, concedida pel president de la República Portuguesa (2024)
- Gran Oficial de la Legió d’Honor, concedida pel president de la República Francesa (2025)[7]

Altres distincions
- Medalla d'Honor de Barcelona (1999)[8]